# Motivationspsychologie
Die Motivationspsychologie ist eine Teildisziplin der Psychologie, welche die Richtung, Ausdauer und Wirkungsstärke (Intensivität) von Verhalten erforscht.

## Begriffsklärung und Definition
Die Psychologie der Motivation beschäftigt sich mit der Erklärung und Untersuchung von Verhaltensweisen, welche dazu dienen, spezifische Ziele zu erreichen. Motivationspsychologie erforscht, warum wir das tun, was wir tun und dies unabhängig davon, ob es sich um das Streben nach einem Ausbildungsabschluss oder eine gesunde Lebensweise handelt.
Motivationspsychologie reicht von detaillierten Untersuchungen der physiologischen Mechanismen, die bei tierischen Trieben eine Rolle spielen, über ausführliche Analysen der unbewussten Motive, die hinter abnormen oder symptomatischen Handlungen einer Person stehen, bis hin zu Faktorenanalysen der Motive, die Menschen sich selbst zuschreiben, um ihr Verhalten zu erklären.
Besonders stark erforscht wird, welche Beweggründe für ein Verhalten, von dem ein positives Ergebnis erhofft wird, verantwortlich sind. Für diese Motive wurden drei Konzepte entwickelt: das Konzept der Instinkte, der Triebe und der Anreize.
Obwohl differential- und entwicklungspsychologische Aspekte in der Motivationspsychologie eine große Rolle spielen, wird die Disziplin häufig der Führungs- und somit der Angewandten Psychologie zugerechnet.
Die Motivationspsychologie umfasst folgende Bereiche:
- Interne und externe Anreize
- Zielorientiertes Handeln
- Intrinsische und extrinsische Motivation
- Emotion und Motivation

## Motiviertes Verhalten
Motiviertes Verhalten umfasst folgende Komponenten:
- Wahlverhalten: Wahl zwischen verschiedenen Handlungsalternativen und Zielen
- Latenz: Handlung kann zu unterschiedlichen Zeitpunkten begonnen werden
- Intensität: Handlung wird mit unterschiedlicher Intensität verfolgt
- Persistenz/Ausdauer: Handlung kann über gewisse Zeit hinweg verfolgt werden